# With the Marines at Tarawa
Pour plus de détails, voir Fiche technique et Distribution.
With the Marines at Tarawa (« avec les Marines à Tarawa ») est le premier film documentaire de guerre en Technicolor monté par la Warner et distribué par Universal Pictures en 1944. La réalisation du film, d'une durée de 18 minutes, a été dirigée par Louis Hayward.  Des commentaires sont dits par un narrateur non crédité : William Lundigan. Le film montre le déroulement de l'assaut amphibie des Marines américains et de la bataille qui suivit, sur l'atoll de Tarawa du 20 au 23 novembre 1943, alors solidement tenu par 4700 soldats de la Marine impériale japonaise. Cet assaut fut particulièrement meurtrier avec en à peine trois jours de combat, la mort de plus de 1 000 Marines et de quasiment tous les Japonais qui se battirent jusqu'à la mort.
Ce film a été réalisé dans le but d'impliquer les citoyens américains dans l'effort de guerre. Les images rapportées par les cinématographes de guerre de l'USMC n'ont pas été censurées.
Ken Burns dans son documentaire The War (2007) précise qu'au vu de la violence des images (avec pour la première fois les images de cadavres de soldats américains), l'autorisation de diffusion remonta jusqu'au président Roosevelt.
- Le film.

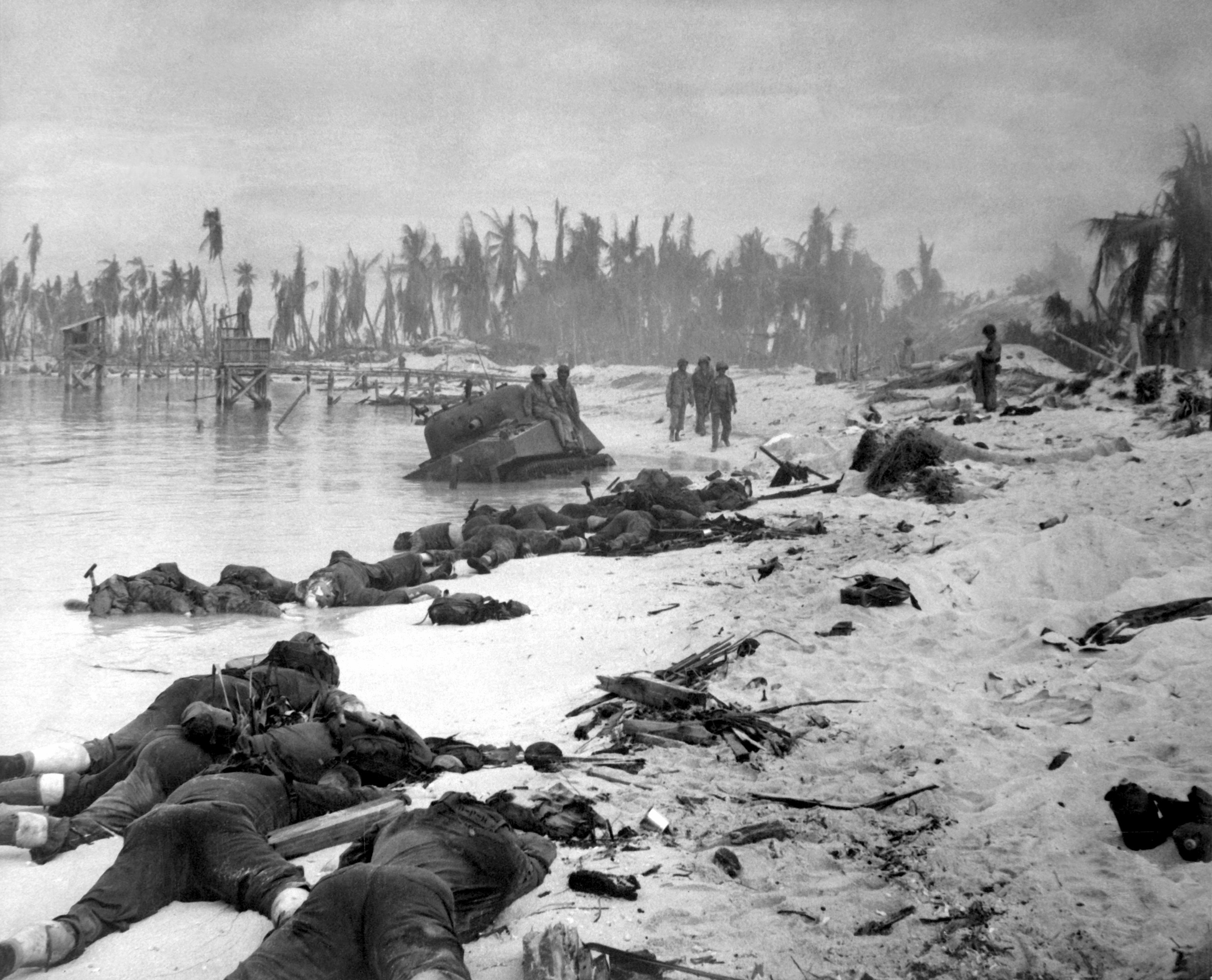
Plage de Tarawa, où les séquences des cadavres américains flottant au bord de la plage ont été filmés

Ce film a reçu l'Oscar du meilleur court-métrage documentaire en 1945.